# Pierella obsoleta
Pierella obsoleta är en fjärilsart som beskrevs av Brown 1948. Pierella obsoleta ingår i släktet Pierella och familjen praktfjärilar. Inga underarter finns listade i Catalogue of Life.